# Taking care of Lola
|  | Denne artikel er oprettet af botten PalnaBot ud fra en ekstern database. Den kan derfor have sproglige fejl eller mangler. Denne skabelon kan fjernes efter kontrol af indholdet. |

Taking care of Lola er en film instrueret af Jan Krogsgård efter manuskript af Jan Krogsgård.

## Handling
En off-rockvideo, der skal afspilles ved høj lydstyrke.